# Richard Automobile Manufacturing Company
Richard Automobile Manufacturing Company war ein US-amerikanischer Hersteller von Automobilen. Eine andere Quelle nennt Richard Automobile Company. Eine zeitgenössische Anzeige schreibt dagegen Richard Auto Mfg. Co. Da sowohl Manufacturing als auch Company abgekürzt sind, könnte durchaus Automobile zu Auto verkürzt worden sein.

## Unternehmensgeschichte

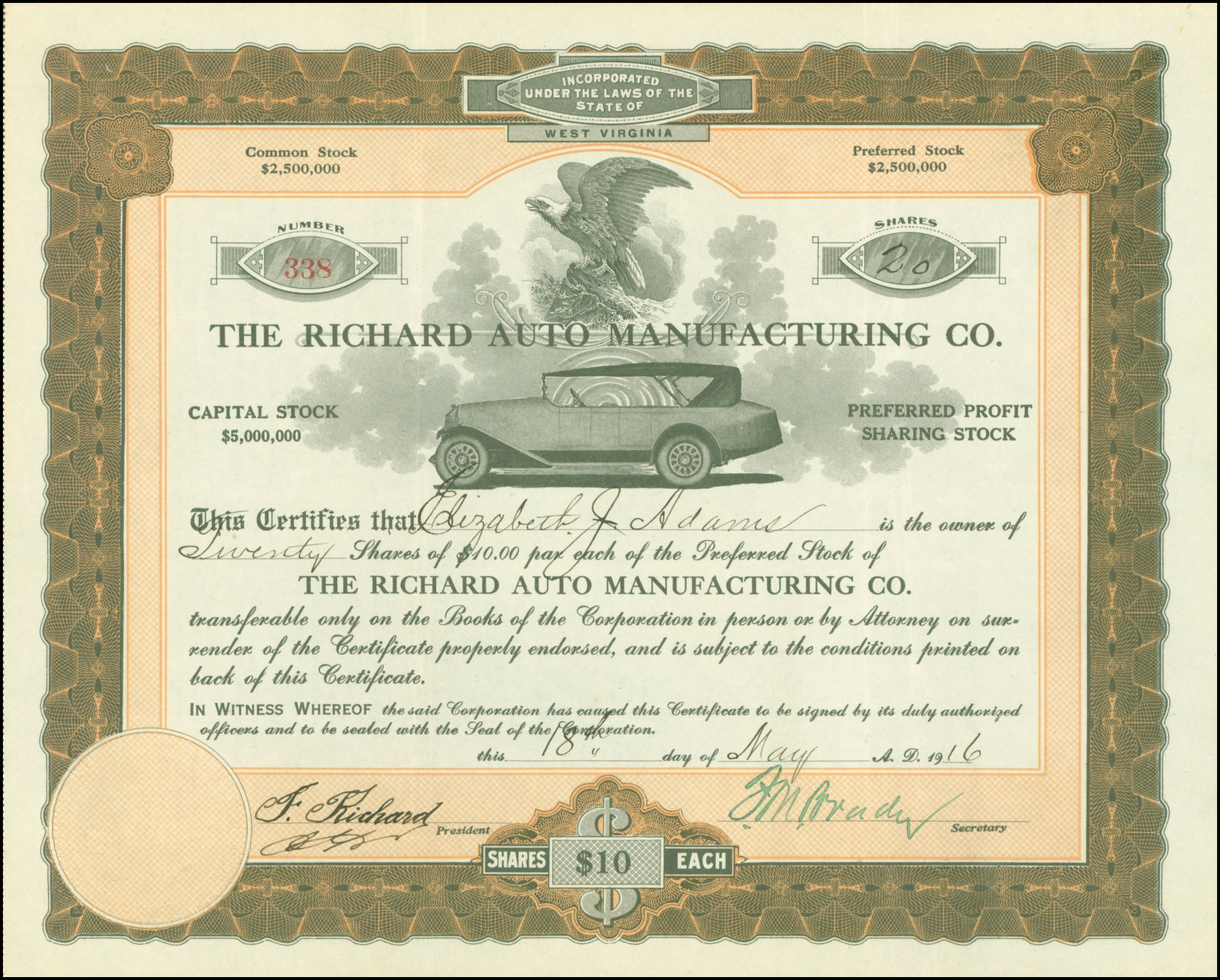
Aktie der Richard Auto Manufacturing Co. vom 18. Mai 1916

François Richard stammte aus Frankreich. Er hatte bereits bei der Only Motor Car Company und bei der Metropol Motors Corporation Erfahrungen im Automobilbau gesammelt. Er gründete 1914 sein eigenes Unternehmen in Cleveland in Ohio. Er begann mit der Produktion von Automobilen. Der Markenname lautete Richard. Das erste Fahrzeug wurde 1914 auf der Cleveland Automobile Show präsentiert. Der Inhaber begann etwa 1916, sowohl seinen eigenen Namen als auch den der Fahrzeuge RiChard zu schreiben. Eine Quelle vermutet, dass er auf diese Weise hoffte, dass er nun französisch ausgesprochen würde. 1919 endete die Produktion. Insgesamt entstanden nur wenige Fahrzeuge.
Richard gründete daraufhin die La Marne Motor Company.

## Fahrzeuge
Das erste Modell war der 25 HP. Auffallend war der sehr lange Hub des Vierzylindermotors. Eine Quelle nennt anfangs 200,025 mm (7,875 Zoll) Hub, der 1917 auf 228,6 mm (9 Zoll) erhöht wurde. Als Hubraum sind etwa 5768 cm³ (352 Kubikzoll) angegeben. Eine zweite Quelle bestätigt 200 mm, 228 mm und 5768 cm³ Hubraum. Eine weitere Quelle nennt für 1915 101,6 mm (4 Zoll) Bohrung und 227,0125 mm (8,9375 Zoll) Hub, woraus sich 7362 cm³ (449,2 Kubikzoll) Hubraum ergeben. Eine Anzeige bestätigt diese Angaben. Der Motor war mit 25 PS eingestuft, leistete laut Richard aber 96 PS. Das Fahrgestell hatte 348 cm Radstand. Eine Quelle gibt davon abweichend an, dass der Radstand anfangs 295 cm und erst ab 1916 die genannten 348 cm betrug. Für die Zeit von 1915 bis 1916 standen sieben- und neunsitzige Tourenwagen, ein zweisitziger Roadster und eine siebensitzige Limousine zur Verfügung. 1917 gab es nur noch den Neunsitzer.
1918 war das Modell Magnetic geplant, das ein Prototyp blieb. Vorgesehen war eine magnetische Kraftübertragung ähnlich dem Owen Magnetic.
Von 1918 bis 1919 gab es noch den 45 HP. Der V8-Motor wurde selber hergestellt. Er hatte 95,25 mm (3,75 Zoll) Bohrung, 171,45 mm (6,75 Zoll) Hub und 9773 cm Hubraum. Er war mit 45 PS eingestuft. Das Fahrgestell entsprach dem ersten Serienmodell. Einziger Aufbau war ein Boattail-Tourenwagen mit neun Sitzen. Der Neupreis betrug 8000 US-Dollar.

## Modellübersicht
| Jahr      | Modell | Zylinder | Leistung (PS) | Radstand (cm) | Aufbau                                                                   |
| --------- | ------ | -------- | ------------- | ------------- | ------------------------------------------------------------------------ |
| 1915–1916 | 25 HP  | 4        | 25            | 348           | Tourenwagen 7-sitzig und 9-sitzig, Roadster 2-sitzig, Limousine 7-sitzig |
| 1917      | 25 HP  | 4        | 25            | 348           | Tourenwagen 9-sitzig                                                     |
| 1918–1919 | 45 HP  | 8        | 45            | 348           | Boattail Tourenwagen 9-sitzig                                            |